# 醜陋的公爵夫人
《醜陋的公爵夫人》（The Ugly Duchess）是一幅諷刺肖像畫，由佛蘭德斯藝術家昆丁·馬西斯（Quinten Matsys）創作於1513年左右。
這幅油畫繪於橡木板上，尺寸為62.4x45.5公分。畫中描繪的是一位皮膚皺巴巴、乳房萎縮的老婦人。她戴著年輕時佩戴的貴族角形頭飾（escoffion），這種頭飾在創作時期已不再流行。她右手握著一朵紅花，這朵花在當時象徵訂婚，暗示她正在努力吸引追求者。然而，這朵花也被描述為「可能永遠不會綻放」的花蕾。這幅作品是馬西斯最著名的畫作。
長期以來，人們一直認為這幅畫作源自列奧納多·達·文西的一幅假定已佚作品，因為它與兩幅普遍認為是這位義大利藝術家創作的頭像漫畫驚人地相似。然而，現在人們認為這些漫畫是基於馬特西斯的作品，眾所周知，昆丁·馬西斯曾與達文西交換畫作。
這幅畫現在收藏於倫敦國家美術館，由珍妮·路易莎·羅伯塔·布萊克於1947年遺贈給美術館。 《醜陋的公爵夫人》原本是一幅雙聯畫的一半，另一幅是《老男人肖像》。